# Reifungskultur
Eine Reifungskultur ist eine Mikroorganismenkultur, die bei der Nahrungsmittelproduktion zur Reifung von Lebensmitteln eingesetzt wird. Sie werden vor allem bei der Wurst- und Käseherstellung eingesetzt.

## Rohwurstherstellung

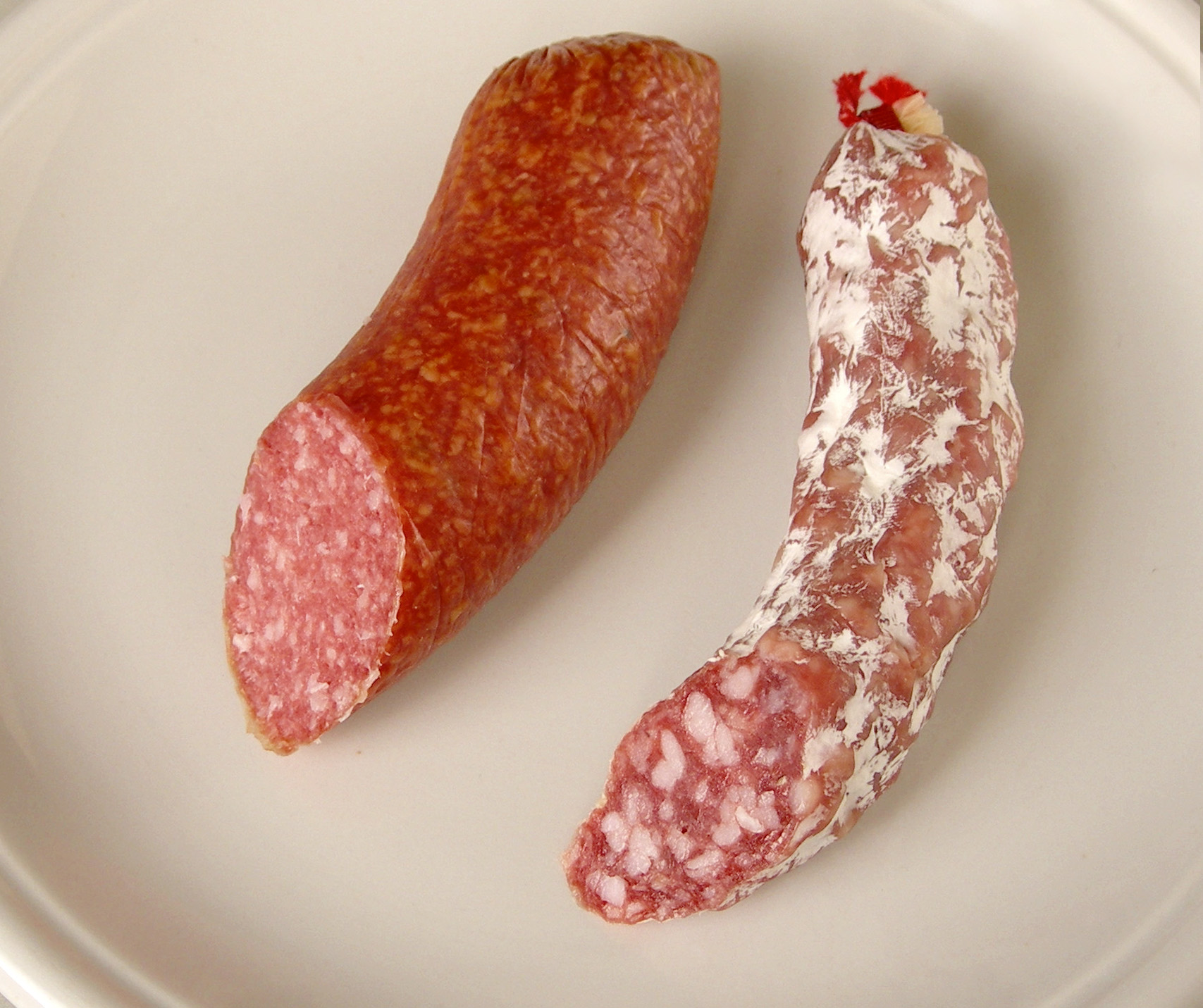
Geräucherte Mettwurst im Kunstdarm,
Luftgetrocknete Salami im Naturdarm

Bei der Herstellung von getrockneten Rohwürsten werden als Reifungskulturen verschiedene Staphylokokken (Staphylococcus carnosus, Staphylococcus xylosus) und Schimmelpilze als Oberflächenkultur, vor allem Penicillium nalgiovense, eingesetzt. Durch Enzyme zersetzen diese Mikroorganismen Proteine und Fette zu Aminosäuren und Fettsäuren. Die Aminosäuren werden weiter abgebaut zu Aminen bzw. Aroma-Komplexen während die Fettsäuren zu aromabestimmenden Aldehyden, Alkanen, Alkoholen und Ketonen oxidiert werden.

## Käseherstellung

### Schimmelpilzkulturen bei der Käseherstellung
Vor allem bei der Herstellung von Schimmelkäse werden verschiedene Schimmelpilzkulturen zur Reifung sowie als Schutzkultur eingesetzt. Dabei spielen vor allem Weißschimmelsorten wie Penicillium candidum oder Penicillium camemberti sowie Blauschimmelsorten wie Penicillium gorgonzola oder Penicillium roqueforti eine zentrale Rolle. Weitere, häufig nicht gezielt applizierte Bestandteile der Reifungskultur können Arten der Gattungen Mucor, Cladosporium, Epicoccum und Sporotrichum sein. Eine besonders reichhaltige Reifungsflora besitzen korsische Schafskäsesorten.
Die Pilze produzieren durch den Abbau von Proteinen und Fetten Aroma-Komponenten und bestimmen zudem die Konsistenz bzw. Textur des Käses. Schimmelpilzwachstum kann sowohl auf die Oberfläche beschränkt sein (Camembert, Brie) oder auch im Inneren stattfinden (Gorgonzola, Roquefort), wobei die Aromabildung durch die Bildung von Methylketonen (2-Heptanon, 2-Nonanon) beim Wachstum im Inneren des Käses besonders intensiv ist. Die Pilze werden in diesem Fall durch Pikieren der Käsemasse appliziert und erhalten dadurch den zum Wachstum notwendigen Sauerstoff.

### Rotschmierekäse
Im Gegensatz zum Weiß- und Blauschimmel stellt die Rotschmiere keine Schimmelpilzflora, sondern vor allem eine Bakterienkultur dar. Es handelt sich um eine komplexe Flora aus verschiedensten Staphylokokken, Corynebakterien, Brevibacterium, Arthrobacter, Microbacterium sowie Hefen und Schimmelpilze. Sie wächst auf der Oberfläche entsprechend vorbereiteter Käsesorten, nachdem durch den Abbau von Milchsäure durch Hefen der pH-Wert optimiert wurde. Bei den entsprechenden Schnitt- und Weickäsesorten ist die Rotschmiere aromabildend und stellt zugleich eine Schutzkultur dar.

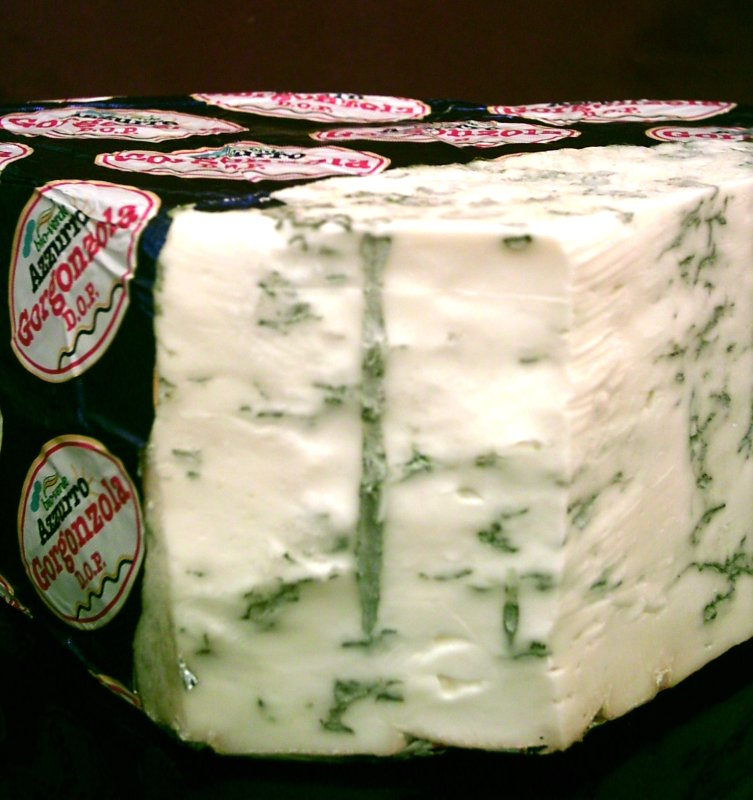
Gorgonzola mit Blauschimmelwachstum im Inneren
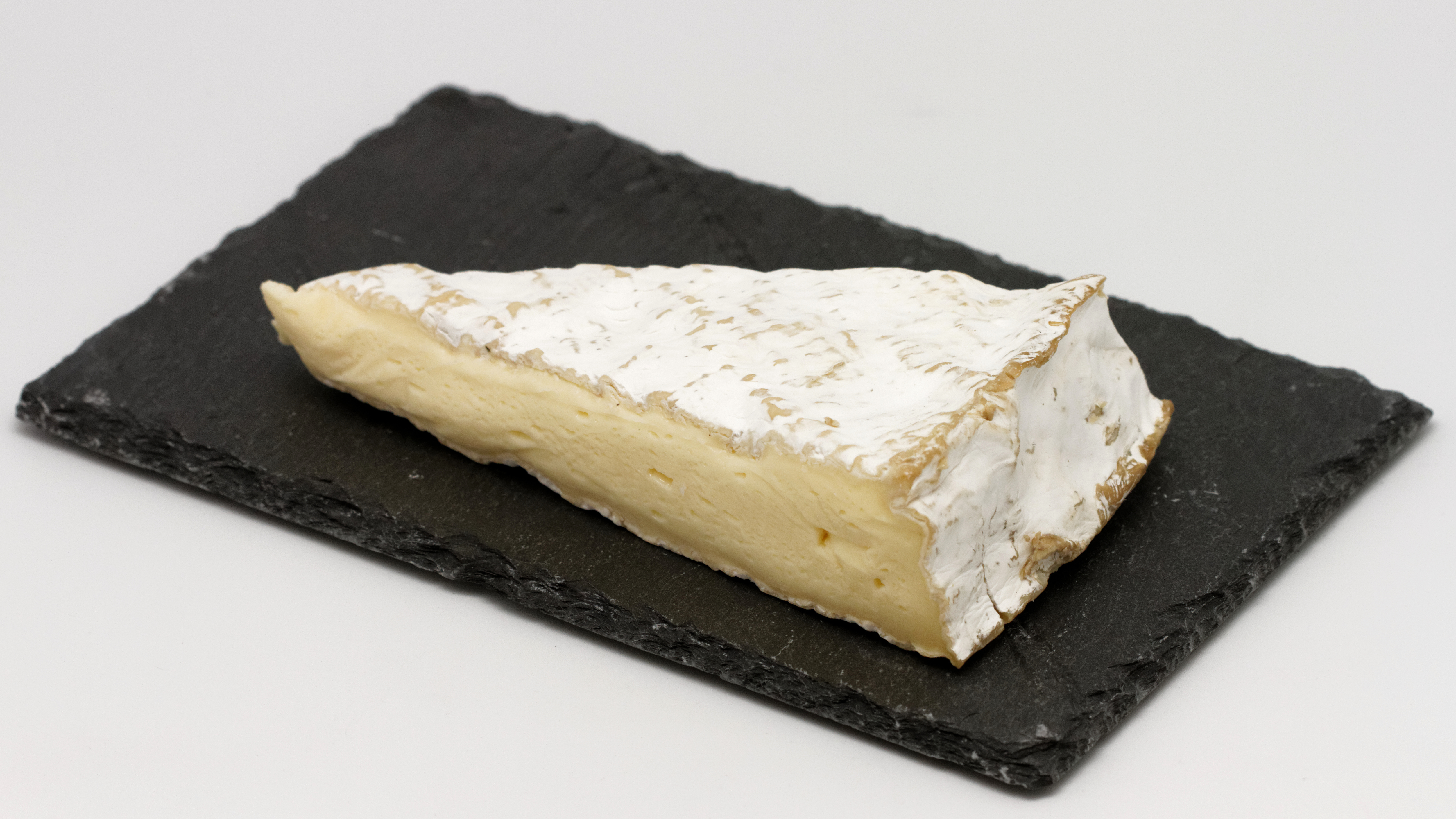
Brie mit oberflächlich wachsendem Weißschimmel
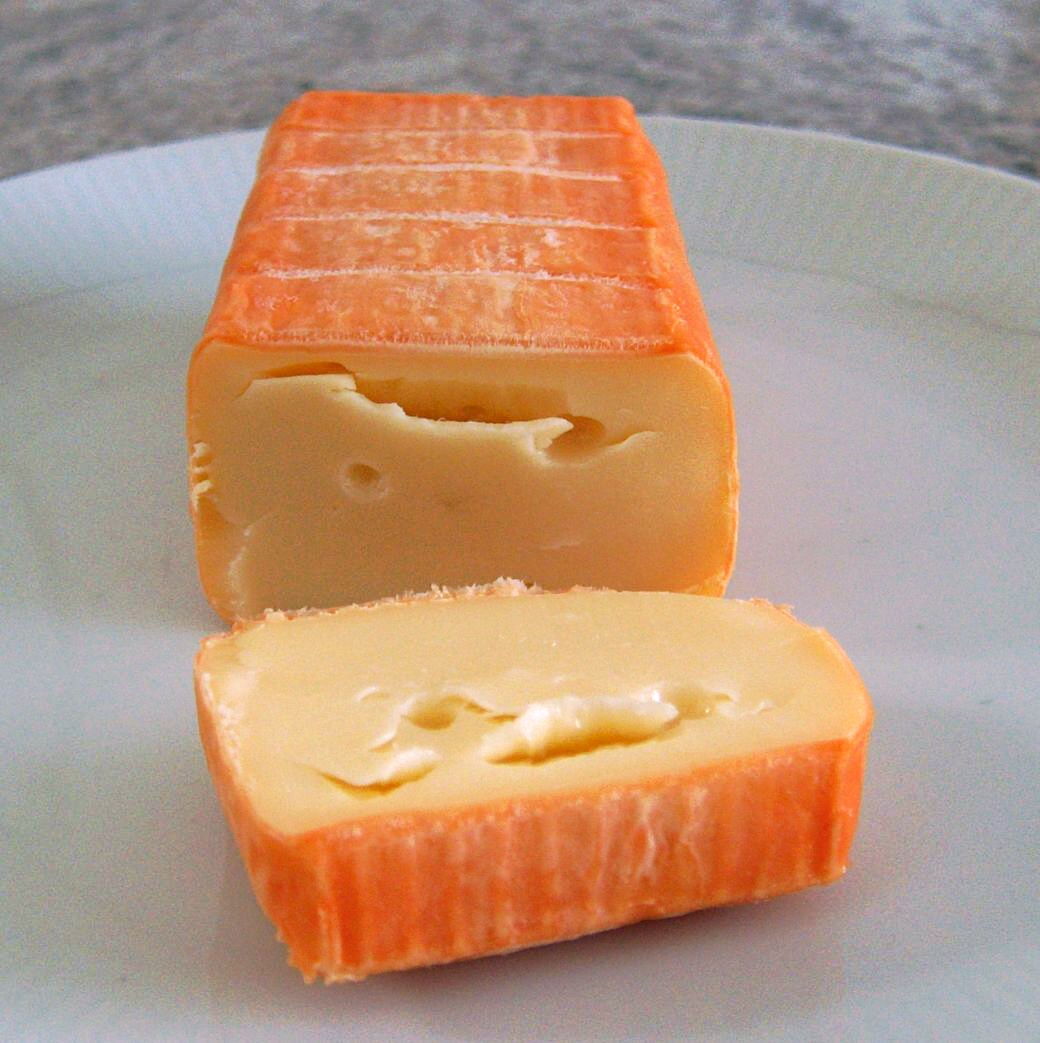
Romadur, ein typischer rotgeschmierter Käse